# Mourtada Fall
Mourtada Fall, né le 26 décembre 1987, est un footballeur sénégalais ayant évolué au poste défenseur à Odisha FC.

## Biographie
Mourtada Fall évolue avec l'équipe nationale olympique du Sénégal avant de partir au Maroc et signe son premier contrat international avec le club marocain du Moghreb de Tétouan en 2006. Après avoir gagné son premier titre du championnat Marocain en 2012 avec Tétouan et en janvier 2013 Mourtada signera un nouveau contrat en transfer libre avec Al-Arabi du kouweit et 6 mois après avec Al-Salmiya SC du même pays pour revenir à son premier club au Maroc en 2014-2015. 
Il participe à la Coupe du monde des clubs de la FIFA 2014 avec l'équipe du Moghreb de Tétouan. Il est transféré lors du mercato estival vers le club ayant remporté le championnat l'année de son transfert, le Wydad de Casablanca.

## Palmarès
Moghreb de Tétouan
- Championnat du Maroc (1) :
  - Champion : 2012.

 WAC Casablanca
- Championnat du Maroc (1) : 
  - Champion : 2017.